# Pierre-Paul du Caylar
Pierre-Paul du Caylar, du Queylar ou de Queylar,  né  le  29 juin 1716 à Tarages et   mort le  17 décembre 1784 à Varages (?), est un prélat français  du XVIIIe siècle. Il est évêque de Digne de 1758 à 1784.

## Biographie
Il est fils de Jean du Queylar, noble verrier, et d'Anne de Castillon Cucurron.
Pierre-Paul devient archidiacre de Digne, et vicaire général de     Jarente, évêque de ce diocèse, qui le choisit pour son successeur, lors de sa translation à l'évêché d'Orléans. 
À partir de 1757, il jouit en commende de l'abbaye de Saint-Urbain de Châlons-sur-Marne. 
Il est nommé évêque de Digne de 1758. En  1774 il fait la reconnaissance des reliques des saints martyrs Lucide, Vigilance, Concorde et Innocent, apportées de Rome et en 1775  il fait la reconnaissance des reliques des saints martyrs Aurée, Blandin, Crescent et Venuste, extraites des catacombes de Sainte-Cyriaque, à Rome.
Des divisions qui s'élèvent entre lui et son chapitre le décident à abandonner l'administration diocésaine aux mains d'un seul et unique vicaire général. Son choix se fixa sur l'abbé Louis-François de Bausset, futur cardinal. De Bausset fait ériger en séminaire à Digne en 1780. Le vicaire général s'est entendu aussi avec    de Beauvais, évêque de Senez, pour faire réunir les deux diocèses, mais le projet  échoue à cause de l'opposition des deux chapitres. Cette nouvelle opposition a pour résultat la démission de l'évêque du Queylar, qui se retire définitivement à Varages.